# آب‌انبار شوراب
آب‌انبار شوراب مربوط به دوره قاجار است و در شهرستان گناباد، بخش مرکزی، روستای شوراب واقع شده و این اثر در تاریخ ۱۹ مرداد ۱۳۸۴ با شمارهٔ ثبت ۱۲۹۱۱ به‌عنوان یکی از آثار ملی ایران به ثبت رسیده است.